# Женска фудбалска репрезентација Бугарске
Женска фудбалска репрезентација Бугарске (буг. Български женски национален отбор по футбол) је национални фудбалски тим који представља Бугарску на међународним такмичењима и под контролом је Фудбалског савеза Бугарске (буг. Български футболен съюз), владајућег тела за фудбал у Бугарској.
Велики успех репрезентацоја је постигла 2008. године када је исте године освојила Балканско првенство и Куп Албене. Ове велике победе на турнирима довеле су их до свог највишег ранга ФИФА свих времена на 33. месту.

## Такмичарски рекорд

### Светско првенство за жене
| Светско првенство у фудбалу за жене − резултати | Светско првенство у фудбалу за жене − резултати | Светско првенство у фудбалу за жене − резултати | Светско првенство у фудбалу за жене − резултати | Светско првенство у фудбалу за жене − резултати | Светско првенство у фудбалу за жене − резултати | Светско првенство у фудбалу за жене − резултати | Светско првенство у фудбалу за жене − резултати |                        | Квалификациони резултати | Квалификациони резултати | Квалификациони резултати | Квалификациони резултати | Квалификациони резултати | Квалификациони резултати |
| Година                                          | Резултат                                        | Ута                                             | Поб                                             | Нер*                                            | Изг                                             | ГД                                              | ГП                                              | Ута                    | Поб                      | Нер*                     | Изг                      | ГД                       | ГП                       |                          |
| 1991                                            | Нису се квалификовале'                          | Нису се квалификовале'                          | Нису се квалификовале'                          | Нису се квалификовале'                          | Нису се квалификовале'                          | Нису се квалификовале'                          | Нису се квалификовале'                          | Нису се квалификовале' | УЕФА 1991                | УЕФА 1991                | УЕФА 1991                | УЕФА 1991                | УЕФА 1991                | УЕФА 1991                |
| 1995                                            | Нису се квалификовале'                          | Нису се квалификовале'                          | Нису се квалификовале'                          | Нису се квалификовале'                          | Нису се квалификовале'                          | Нису се квалификовале'                          | Нису се квалификовале'                          | Нису се квалификовале' | УЕФА 1995                | УЕФА 1995                | УЕФА 1995                | УЕФА 1995                | УЕФА 1995                | УЕФА 1995                |
| 1999                                            | Нису се квалификовале'                          | Нису се квалификовале'                          | Нису се квалификовале'                          | Нису се квалификовале'                          | Нису се квалификовале'                          | Нису се квалификовале'                          | Нису се квалификовале'                          | Нису се квалификовале' | 6                        | 2                        | 1                        | 3                        | 11                       | 12                       |
| 2003                                            | Нису учествовале                                | Нису учествовале                                | Нису учествовале                                | Нису учествовале                                | Нису учествовале                                | Нису учествовале                                | Нису учествовале                                | Нису учествовале       | Нису учествовале         | Нису учествовале         | Нису учествовале         | Нису учествовале         | Нису учествовале         | Нису учествовале         |
| 2007                                            | Нису учествовале                                | Нису учествовале                                | Нису учествовале                                | Нису учествовале                                | Нису учествовале                                | Нису учествовале                                | Нису учествовале                                | Нису учествовале       | Нису учествовале         | Нису учествовале         | Нису учествовале         | Нису учествовале         | Нису учествовале         | Нису учествовале         |
| 2011                                            | Нису се квалификовале                           | Нису се квалификовале                           | Нису се квалификовале                           | Нису се квалификовале                           | Нису се квалификовале                           | Нису се квалификовале                           | Нису се квалификовале                           | Нису се квалификовале  | 8                        | 2                        | 2                        | 4                        | 9                        | 25                       |
| 2015                                            | Нису се квалификовале                           | Нису се квалификовале                           | Нису се квалификовале                           | Нису се квалификовале                           | Нису се квалификовале                           | Нису се квалификовале                           | Нису се квалификовале                           | Нису се квалификовале  | 10                       | 0                        | 1                        | 9                        | 3                        | 62                       |
| 2019                                            | Нису учествовале                                | Нису учествовале                                | Нису учествовале                                | Нису учествовале                                | Нису учествовале                                | Нису учествовале                                | Нису учествовале                                | Нису учествовале       | Нису учествовале         | Нису учествовале         | Нису учествовале         | Нису учествовале         | Нису учествовале         | Нису учествовале         |
| 2023                                            | У току                                          | У току                                          | У току                                          | У току                                          | У току                                          | У току                                          | У току                                          | У току                 | У току                   | У току                   | У току                   | У току                   | У току                   | У току                   |
| Укупно                                          | -                                               | -                                               | -                                               | -                                               | -                                               | -                                               | -                                               | 24                     | 4                        | 4                        | 16                       | 23                       | 99                       |                          |

*Жребови укључују утакмице где је одлука пала извођењем једанаестераца.

### Европско првенство у фудбалу за жене
| Европско првенство у фудбалу за жене − резултати | Европско првенство у фудбалу за жене − резултати | Европско првенство у фудбалу за жене − резултати | Европско првенство у фудбалу за жене − резултати | Европско првенство у фудбалу за жене − резултати | Европско првенство у фудбалу за жене − резултати | Европско првенство у фудбалу за жене − резултати | Европско првенство у фудбалу за жене − резултати |                       | Квалификациони резултати | Квалификациони резултати | Квалификациони резултати | Квалификациони резултати | Квалификациони резултати | Квалификациони резултати |
| Година                                           | Резултат                                         | Ута                                              | Поб                                              | Нер*                                             | Изг                                              | ГД                                               | ГП                                               | Ута                   | Поб                      | Нер*                     | Изг                      | ГД                       | ГП                       |                          |
| 1984                                             | Нису учествовале                                 | Нису учествовале                                 | Нису учествовале                                 | Нису учествовале                                 | Нису учествовале                                 | Нису учествовале                                 | Нису учествовале                                 | Нису учествовале      | Нису учествовале         | Нису учествовале         | Нису учествовале         | Нису учествовале         | Нису учествовале         |                          |
| 1987                                             | Нису учествовале                                 | Нису учествовале                                 | Нису учествовале                                 | Нису учествовале                                 | Нису учествовале                                 | Нису учествовале                                 | Нису учествовале                                 | Нису учествовале      | Нису учествовале         | Нису учествовале         | Нису учествовале         | Нису учествовале         | Нису учествовале         |                          |
| 1989                                             | Нису се квалификовале                            | Нису се квалификовале                            | Нису се квалификовале                            | Нису се квалификовале                            | Нису се квалификовале                            | Нису се квалификовале                            | Нису се квалификовале                            | 8                     | 0                        | 2                        | 6                        | 1                        | 18                       |                          |
| 1991                                             | Нису се квалификовале                            | Нису се квалификовале                            | Нису се квалификовале                            | Нису се квалификовале                            | Нису се квалификовале                            | Нису се квалификовале                            | Нису се квалификовале                            | 6                     | 0                        | 0                        | 6                        | 3                        | 18                       |                          |
| 1993                                             | Нису се квалификовале                            | Нису се квалификовале                            | Нису се квалификовале                            | Нису се квалификовале                            | Нису се квалификовале                            | Нису се квалификовале                            | Нису се квалификовале                            | 4                     | 0                        | 0                        | 4                        | 1                        | 9                        |                          |
| 1995                                             | Нису се квалификовале                            | Нису се квалификовале                            | Нису се квалификовале                            | Нису се квалификовале                            | Нису се квалификовале                            | Нису се квалификовале                            | Нису се квалификовале                            | 4                     | 1                        | 1                        | 2                        | 3                        | 11                       |                          |
| 1997                                             | Нису се квалификовале                            | Нису се квалификовале                            | Нису се квалификовале                            | Нису се квалификовале                            | Нису се квалификовале                            | Нису се квалификовале                            | Нису се квалификовале                            | 6                     | 4                        | 0                        | 2                        | 13                       | 6                        |                          |
| 2001                                             | Нису учествовале                                 | Нису учествовале                                 | Нису учествовале                                 | Нису учествовале                                 | Нису учествовале                                 | Нису учествовале                                 | Нису учествовале                                 | Нису учествовале      | Нису учествовале         | Нису учествовале         | Нису учествовале         | Нису учествовале         | Нису учествовале         | Нису учествовале         |
| 2005                                             | Нису учествовале                                 | Нису учествовале                                 | Нису учествовале                                 | Нису учествовале                                 | Нису учествовале                                 | Нису учествовале                                 | Нису учествовале                                 | Нису учествовале      | Нису учествовале         | Нису учествовале         | Нису учествовале         | Нису учествовале         | Нису учествовале         | Нису учествовале         |
| 2009                                             | Нису се квалификовале                            | Нису се квалификовале                            | Нису се квалификовале                            | Нису се квалификовале                            | Нису се квалификовале                            | Нису се квалификовале                            | Нису се квалификовале                            | Нису се квалификовале | 3                        | 2                        | 0                        | 1                        | 8                        | 1                        |
| 2013                                             | Нису се квалификовале                            | Нису се квалификовале                            | Нису се квалификовале                            | Нису се квалификовале                            | Нису се квалификовале                            | Нису се квалификовале                            | Нису се квалификовале                            | Нису се квалификовале | 10                       | 0                        | 0                        | 10                       | 1                        | 54                       |
| 2017                                             | Нису учествовале                                 | Нису учествовале                                 | Нису учествовале                                 | Нису учествовале                                 | Нису учествовале                                 | Нису учествовале                                 | Нису учествовале                                 | Нису учествовале      | Нису учествовале         | Нису учествовале         | Нису учествовале         | Нису учествовале         | Нису учествовале         | Нису учествовале         |
| 2022                                             | Нису учествовале                                 | Нису учествовале                                 | Нису учествовале                                 | Нису учествовале                                 | Нису учествовале                                 | Нису учествовале                                 | Нису учествовале                                 | Нису учествовале      | Нису учествовале         | Нису учествовале         | Нису учествовале         | Нису учествовале         | Нису учествовале         | Нису учествовале         |
| Укупно                                           | -                                                | -                                                | -                                                | -                                                | -                                                | -                                                | -                                                | 41                    | 7                        | 3                        | 31                       | 30                       | 117                      |                          |

*Жребови укључују утакмице где је одлука пала извођењем једанаестераца.

## Остала достигнућа
Куп Албена
- Шампионке : 2008.

Куп Балкана
- Шампионке  : 2008.